# Letzleinsmühle
Letzleinsmühle ist ein Gemeindeteil des Marktes Gnotzheim im Landkreis Weißenburg-Gunzenhausen (Mittelfranken, Bayern). Letzleinsmühle liegt in der Gemarkung Gnotzheim.

## Lage
Die ehemalige Wassermühle befindet sich knapp nördlich von Gnotzheim am Wurmbach, hier auch Gnotzheimer Mühlgraben genannt. Zur einstigen Mühle führt der von der Bundesstraße 466 in Richtung Westen abzweigende Mühlweg.

## Ortsnamendeutung
Der Ortsnamenforscher Robert Schuh deutete den Namen als „Mühle eines Letzleins“, wobei er einen Mühlenbesitzer dieses Namens nicht nachweisen konnte.

## Geschichte
Das Alter der Mühle ist nicht überliefert, sie hat aber mit Sicherheit im 17. Jahrhundert existiert. Im nach 1657 angelegten Salbuch des oettingschen Amtes Spielberg sind unter Gnotzheim drei Mühlen verzeichnet: die Rangmühle, die Simonsmühle und eine weitere, nur als „mühl“ bezeichnete Mühle, wohl die heutige Letzleinsmühle. Eine Karte von 1739 zeigt an der Stelle der heutigen Mühle das Mühlenzeichen ohne nähere Bezeichnung. In einem Beleg von 1833 heißt es, dass die Letzleinsmühle mit realer Mühlgerechtigkeit, bestehend aus einem Mahl- und Gerbgang, im Besitz von Anton Linse ist, der sie 1798 von seiner Mutter übernommen hat.
Am Ende des Heiligen Römischen Reiches Deutscher Nation hieß es, dass die Untertanenfamilie auf der Mühle dem Oberamt und Hochgericht Spielberg unterstand und zur katholischen Pfarrei Gnotzheim gehörte. 1806 kam die Mühle zum Königreich Bayern und wurde 1808 dem Steuerdistrikt Gnotzheim im Landgericht Heidenheim zugeschlagen, dem noch Gnotzheim, Spielberg, Weilerau und die Simonsmühle angehörten. Dieser Steuerdistrikt wurde 1811 in die Ruralgemeinde Gnotzheim umgewandelt. 1818 wurde daraus eine Marktgemeinde. 1842 wurde Gnotzheim mit den beiden Mühlen und mit Weilerau unter Abgang von Spielberg eine selbständige Ruralgemeinde. Daran änderte auch die Gebietsreform in Bayern nichts – außer dass Spielberg am 1. April 1971 wieder nach Gnotzheim eingemeindet wurde und die Gemeinde Gnotzheim und mit ihr die Letzleinsmühle seit dem 1. Juli 1972 im vergrößerten Landkreis Weißenburg-Gunzenhausen liegt.

### Einwohnerzahlen
- 1864: 3 „Seelen“ (1 Haus, 1 Familie)[9]
- 1950: 7 Einwohner, 1 Anwesen[10]
- 1961: 5 Einwohner, 1 Wohngebäude[11]
- 1970: 5 Einwohner[4]